# 멤피스 대학교
멤피스 대학교(University of Memphis)는 미국 테네시주 멤피스에 위치한 공립 대학교이다. 약 21,000명의 학생이 재학 중이며, 멤피스에서 가장 큰 대학이다. 이집트학, 지진 연구, 저널리즘 및 홍보, 간호 및 법률 분야의 연구 및 교육을 전문으로 한다.
1912년 9월 10일 웨스트테네시 주립 보통학교(West Tennessee Normal School)로 설립되었으며, 1941년에 멤피스 주립 대학교(Memphis State College)로 개칭되었고, 1994년 현재 이름으로 변경되었다.